# José Manuel Freire Chapela
José Manuel Freire Chapela, més conegut com a Lito, és un exfutbolista gallec. Va nàixer a Moaña el 13 de setembre de 1966. Ocupava la posició de migcampista.

## Trajectòria
Després de destacar a l'Alondras CF, el 1988 fitxa pel Celta de Vigo, amb qui debuta a primera divisió, tot jugant 21 partits. A l'any següent hi disputa 22, però el Celta perd la categoria i el migcampista fitxa pel Real Burgos.
El gallec romandria tres temporades a la màxima categoria amb els castellans. Tot i ser suplent les dues primeres, a la tercera hi assoliria la titularitat, jugant 31 partits. Però, el Burgos baixa a Segona. A la categoria d'argent hi continuaria sent titular, amb 32 partits.
L'estiu de 1994 el Burgos cau a la Segona B, i el migcampista fitxa pel CD Toledo, que també militava a la Segona Divisió. Al quadre toledà hi romandria tres campanyes, en les quals hi alternaria la titularitat amb la suplència. En total, hi sumaria 196 partits entre Primera i Segona Divisió.